# 埃德温·阿尔戈
埃德温·阿尔戈（英語：Edwin Argo，1895年9月22日—1962年3月10日），美国男子马术运动员。他曾代表美国参加1932年夏季奥林匹克运动会马术比赛，获得团体三项赛金牌和个人三项赛第八名。